# Пёллау (Штирия)
Пёллау (нем. Pöllau (Steiermark)) — ярмарочная коммуна (нем. Marktgemeinde) в Австрии, в федеральной земле Штирия. 
Входит в состав округа Хартберг.  Население составляет 2121 человек (на 31 декабря 2005 года). Занимает площадь 4,62 км². Официальный код  —  6 07 22.

## Политическая ситуация
Бургомистр коммуны — Хериберт Хиршеггер (СДПА) по результатам выборов 2005 года.
Совет представителей коммуны (нем. Gemeinderat) состоит из 15 мест.
- СДПА занимает 10 мест.
- АНП занимает 5 мест.